# Zitronenriviera

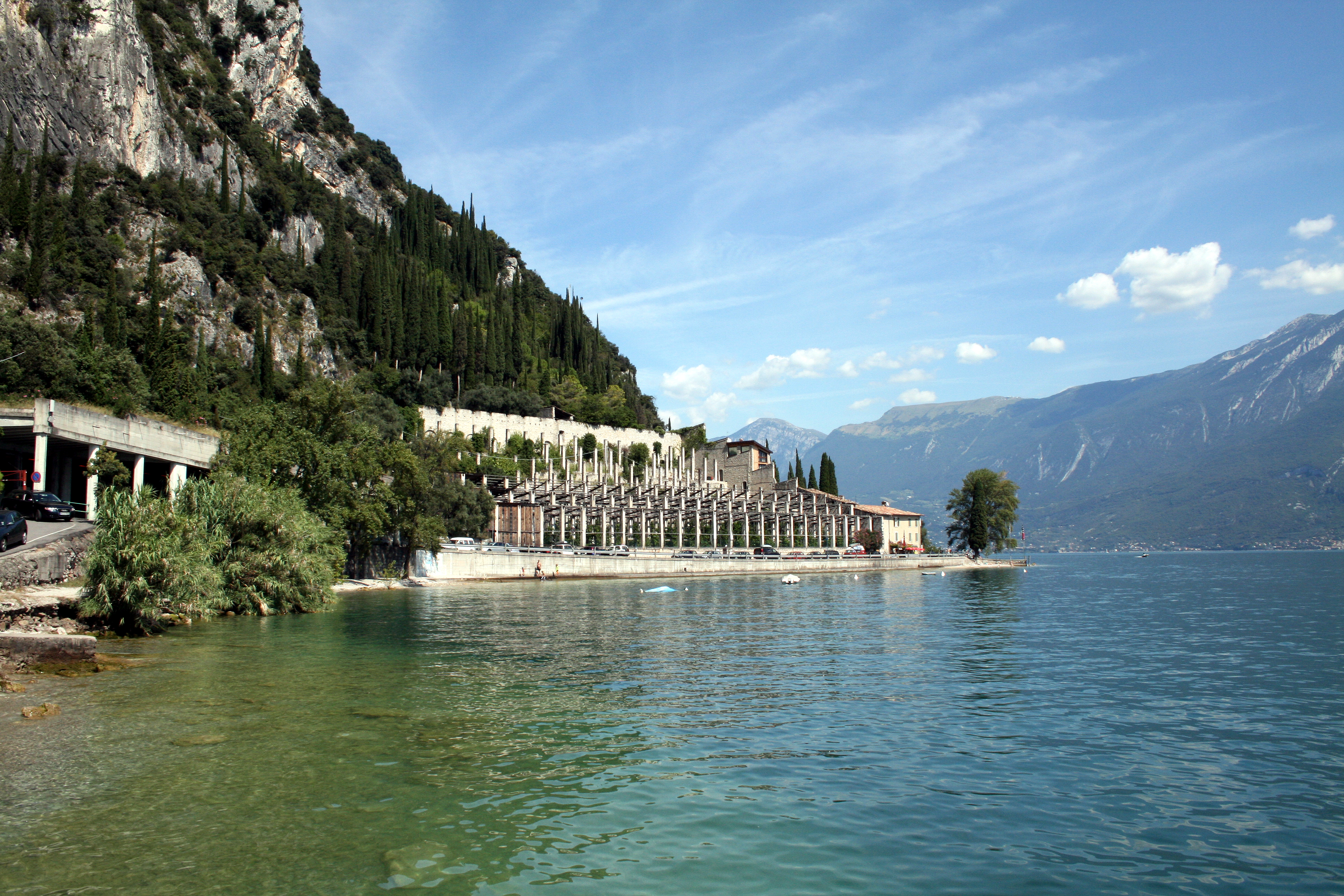
Der Prato della Fame an der Zitronenriviera birgt seit 2007 das Ecomuseo delle Limonaie del Garda

Die Zitronenriviera (italienisch Riviera dei Limoni) ist ein Küstenabschnitt an der Westseite des Gardasees.
Die Zitronenriviera erstreckt sich von Limone sul Garda bis Salò. Zu ihr gehören die acht Orte Limone sul Garda, Tremosine, Tignale, Gargnano, Toscolano Maderno, Magasa, Gardone Riviera und Salò. Die Region ist nach den Zitronengewächsen, die in Limonaie, Gewächshäusern für den Anbau von Zitronenbäumen, in dieser Region angebaut werden benannt.